# Mordella unifasciata
 Mordella unifasciata es una especie de coleóptero de la familia Mordellidae.

## Distribución geográfica
Habita en Etiopía.